# Cent Buurman

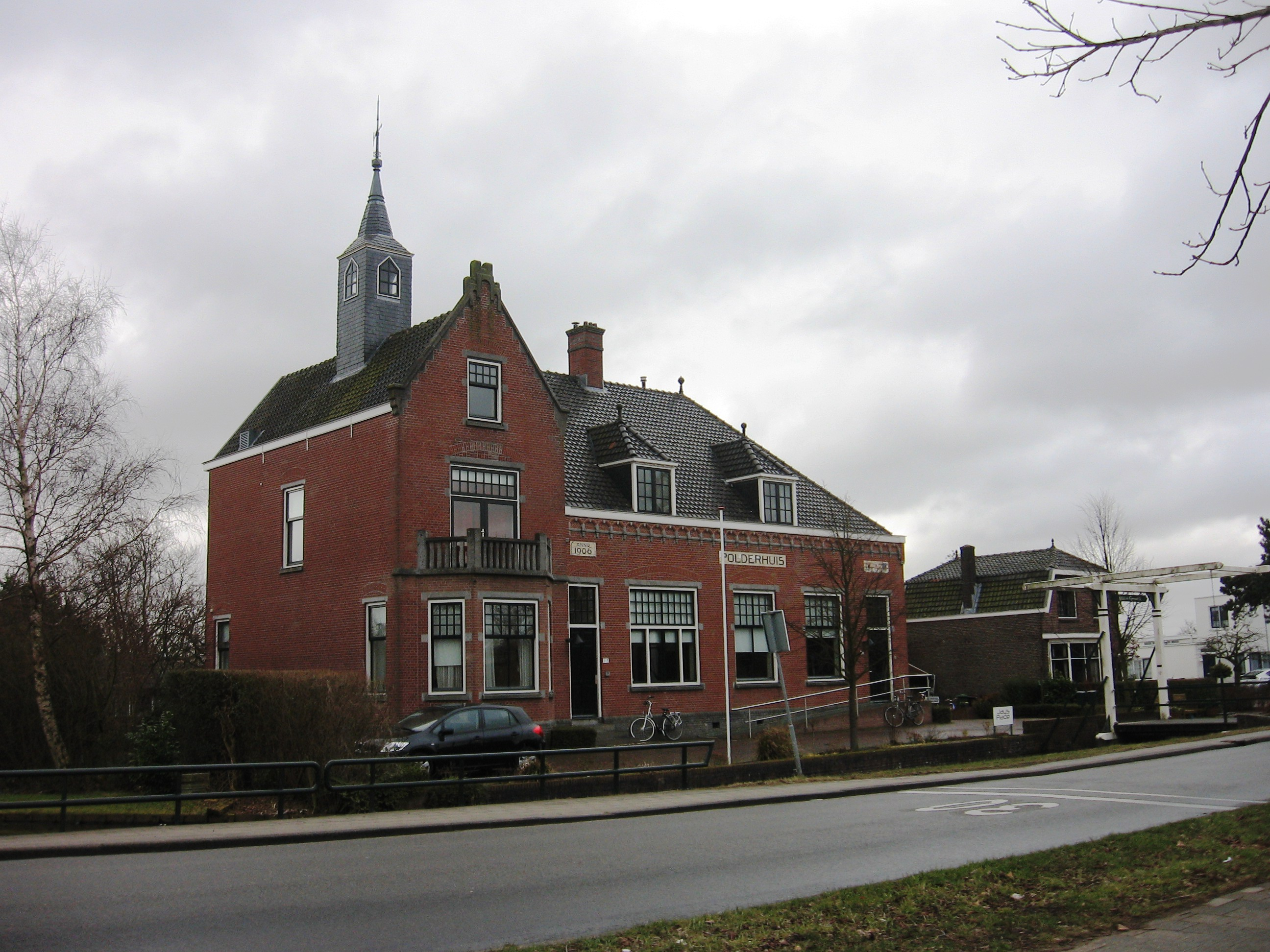
Polderhuis van Bergschenhoek

Cent Buurman (Puttershoek, 12 december 1878 – aldaar, 26 juli 1914) was een Nederlandse architect.
Buurman was een zoon van Arie Buurman, uitbater van stalhouderij "De Posthoorn" te Puttershoek, en Johanna van den Berg. Zijn oudere broer Karel Buurman was eveneens architect. Door zijn vroege overlijden was zijn loopbaan kort, hij werd begraven op de eerste dag van de Eerste Wereldoorlog. Buurman was gehuwd in 1903 met H.S. Verloop en werd vader van twee dochters, Johanna en Adamina, beiden te Bergschenhoek geboren.
Het Polderhuis in Bergschenhoek werd in 1906 gebouwd naar zijn ontwerp in opdracht van het bestuur van waterschap “De drooggemaakte Polders van Bleiswijk en een gedeelte van Hillegersberg”. Buurman was tevens polderopzichter. Het gebouw heeft vele functies gehad. Na het gebruik als 'Huis van de Polder' heeft de Bergschenhoekse jeugd er een soos georganiseerd. Het gebouw is ingrijpend gerenoveerd in 1996-'97 en wordt daarna gebruikt als muziekschool. Sinds 2020 is er een Bed & Breakfast gehuisvest met 6 kamers en een lunchroom.
Ook het oude gemeentehuis van Bergschenhoek (gesloopt) en een dokterswoning aan de Dorpstraat 3 zijn gebouwen van Cent Buurman.